# Actinium(III)fosfaat
Actinium(III)fosfaat is een wit gekleurde chemische verbinding van het radioactieve element actinium en fosforzuur. De verbinding ontstaat in de reactie tussen actinium(III)chloride en natriumdiwaterstoffosfaat. Dat resulteert in het hemihydraat: {\displaystyle {\ce {AcPO4.2H2O}}}, of zonder gebroken getallen: {\displaystyle {\ce {Ac2(PO4)2.H2O}}}. De structuur hiervan werd met röntgendiffractie bevestigd. Het watervrije zout ontstaat als het hemihydraat tot 700 °C wordt verwarmd. Ten gevolge van verontreinigingen is de verkregen substantie zwart gekleurd.